# Filmographie de Philippe Noiret

Philippe Noiret sur le tournage de "un honnète commercant"en 2001.

Cette liste présente les films de Philippe Noiret.

## Cinéma

### Années 1940
- Un « court métrage » réalisé dans le cadre d'une scolarité à l'IDHEC (date imprécise et réalisation anonyme)
- 1949 : Gigi de Jacqueline Audry - Un maître d'hôtel

### Années 1950
- 1951 : Olivia de Jacqueline Audry - Un amoureux sur un banc public
- 1952 : Agence matrimoniale de Jean-Paul Le Chanois - Un homme dans la rue
- 1956 : La Pointe courte d'Agnès Varda - L'homme qui revient au bord de l'étang de Thau,  le premier rôle principal de l'acteur au cinéma.

### Années 1960
- 1960 : Zazie dans le métro de Louis Malle - Gabriel, l'oncle de Zazie
- 1960 : Ravissante de Robert Lamoureux - Maurice, l'ami de Thierry
- 1961 : Le Capitaine Fracasse de Pierre Gaspard-Huit - Hérode, le responsable de la troupe théâtrale
- 1961 : Le Rendez-vous de Jean Delannoy - L'inspecteur Maillard
- 1961 : Tout l'or du monde de René Clair - Victor Hardy, promoteur immobilier
- 1961 : Les Amours célèbres de Michel Boisrond, sketche Lauzun - Louis XIV
- 1962 : Thérèse Desqueyroux de Georges Franju - Bernard Desqueyroux, mari de Thérèse
- 1962 : Comme un poisson dans l'eau d'André Michel - Lucien Barlemont
- 1962 : Ballade pour un voyou de Jean-Claude Bonnardot - L'inspecteur Mathieu
- 1962 : Le crime ne paie pas de Gérard Oury, sketche L'affaire Hugues - Clovis Hugues, député socialiste
- 1962 : Les Faux Jetons (Le massaggiatrici) de Lucio Fulci - Bellini, le secrétaire
- 1963 : La Porteuse de pain de Maurice Cloche - Jacques Garaud, devenu Paul Harmand, industriel
- 1963 : Clémentine chérie de Pierre Chevalier - Le directeur général
- 1963 : Monsieur de Jean-Paul Le Chanois - Edmond Bernadac, mari d'Élisabeth
- 1963 : Mort, où est ta victoire ? de Hervé Bromberger - Brassy
- 1964 : Frénésie d'été (Frenesia dell'estate) de Luigi Zampa - Jean
- 1964 : Les Amoureux du France de Pierre Grimblat et François Reichenbach - Voix
- 1964 : Cyrano et d'Artagnan d'Abel Gance - Louis XIII
- 1964 : Merveilleuse Angélique de Bernard Borderie - Voix française d'Ernst Schröder
- 1965 : Les Copains d'Yves Robert - Bénin
- 1965 : Lady L. de Peter Ustinov - Gérôme, le ministre lubrique
- 1966 : La Vie de château de Jean-Paul Rappeneau - Jérôme, le mari de Marie
- 1966 : Tendre Voyou de Jean Becker - Bibi Dumonceaux, le riche industriel
- 1966 : Les Sultans de Jean Delannoy - Michou, le gynécologue
- 1966 : Qui êtes-vous, Polly Maggoo ? de William Klein - Jean-Jacques Georges, le journaliste
- 1966 : Le Voyage du père de Denys de La Patellière - Un voyageur
- 1967 : La Nuit des généraux (The Night of the Generals) de Anatole Litvak - inspecteur Morand
- 1967 : Sept fois femme (Woman Times Seven) de Vittorio De Sica - Victor, le mari tourmenté
- 1967 : L'Une et l'Autre de René Allio - André, un comédien
- 1967 : Adolphe ou l'Âge tendre de Bernard Toublanc-Michel - de Pourtalain, le mari d'Hélène
- 1968 : Alexandre le Bienheureux d'Yves Robert - Alexandre Gartampe
- 1969 : Assassinats en tous genres (The Assassination Bureau) de Basil Dearden - Monsieur Lucoville, le sénateur
- 1968 : Une histoire immortelle (The Immortal Story) d'Orson Welles - Voix française de Charlie Clay
- 1969 : L'Étau (Topaz) d'Alfred Hitchcock - Henri Jarré
- 1969 : Clérambard d'Yves Robert - Hector de Clérambard
- 1969 : Justine de George Cukor - M. Pombal, le diplomate français
- 1969 : Mister Freedom de William Klein - Moujik man, le représentant de l'est
- 1969 : Le Monde des animaux sauvages (documentaire) d'Eugène Schumacher - Narrateur
- 1969 : Bruegel (documentaire) de Paul Haesaerts - Narrateur

### Années 1970
- 1970 : Les Caprices de Marie de Philippe de Broca - Gabriel, l'instituteur
- 1971 : Les Aveux les plus doux d'Édouard Molinaro - L'inspecteur Muller
- 1971 : La Guerre de Murphy (Murphy's War) de Peter Yates - Louis Brézan, gardien de la compagnie
- 1971 : Le Trèfle à cinq feuilles d'Edmond Freess - Alfred, propriétaire de la vaste maison
- 1971 : Seuls les oiseaux volent en liberté (Siamo tutti in liberta provisoria) de Manlio Scarpelli - Le juge Jannacone, mari d'Emilia
- 1972 : Le Temps d'aimer (A Time for Loving) de Christopher Miles - Marcel
- 1972 : La Mandarine d'Édouard Molinaro - Georges, le directeur de l'hôtel Boulard
- 1972 : La Vieille Fille de Jean-Pierre Blanc - Gabriel Marcassus, en panne d'automobile
- 1972 : L'Attentat d'Yves Boisset - Pierre Garcin, réalisateur de télévision
- 1972 : Jean Vilar, une belle vie (documentaire) de Jacques Rutman - Lui-même
- 1973 : Poil de carotte de Henri Graziani - M. Lepic, père de « Poil de carotte »
- 1973 : La Grande Bouffe (La grande abbuffata) de Marco Ferreri - Philippe, petit juge d'instruction
- 1973 : Le Serpent d'Henri Verneuil - Lucien Berthon, responsable des services secrets français
- 1973 : Touche pas à la femme blanche (Non toccare la donna bianca) de Marco Ferreri - Général Terry
- 1974 : Un nuage entre les dents de Marco Pico - Malisard, journaliste au « Soir de Paris »
- 1974 : Les Gaspards de Pierre Tchernia - Gaspard de Montfermeil, le chef des « Gaspard »
- 1974 : L'Horloger de Saint-Paul de Bertrand Tavernier - Michel Descombes, horloger
- 1974 : Le Secret de Robert Enrico - Thomas Berthelot, le compagnon de Julia
- 1974 : Le Jeu avec le feu d'Alain Robbe-Grillet - Georges de Saxe et ses doubles
- 1975 : Que la fête commence de Bertrand Tavernier - Philippe d'Orléans
- 1975 : Le Vieux Fusil de Robert Enrico - Julien Dandieu, chirurgien et mari de Clara
- 1975 : Mes chers amis (Amici miei) de Mario Monicelli - Giorgio Perozzi, journaliste
- 1976 : Une femme à sa fenêtre de Pierre Granier-Deferre - Raoul Malfosse, l'industriel
- 1976 : Le Juge et l'Assassin de Bertrand Tavernier - Emile Rousseau, le juge
- 1976 : Le Désert des Tartares (Il deserto dei Tartari) de Valerio Zurlini et Christian de Chalonge - Le général
- 1976 : Monsieur Albert de Jacques Renard - Albert, un minable escroc
- 1976 : Pudeurs à l'italienne (Il comune senso del pudore) d'Alberto Sordi - Giuseppe Constanzo, le producteur
- 1977 : La Barricade du point du jour de René Richon - Eugène Pottier, poète et membre de la commune
- 1977 : Un taxi mauve d'Yves Boisset - Philippe Marchal, un français réfugié en Irlande
- 1977 : Coup de foudre de Robert Enrico (film inachevé)
- 1978 : La Grande Cuisine (Who Is Killing the Great Chefs of Europe?) de Ted Kotcheff - Jean-Claude Moulineau, chef cuisinier
- 1978 : Tendre Poulet de Philippe de Broca - Antoine Lemercier, professeur de grec
- 1978 : Le Témoin de Jean-Pierre Mocky - Robert Maurisson, restaurateur d'art religieux
- 1978 : Deux bonnes pâtes (Due pezzi di pane) de Sergio Citti - Peppe, le clochard chanteur
- 1979 : Rue du Pied de Grue de Jean-Jacques Grand-Jouan - Raymond Picard, le père, écrivain raté

### Années 1980
- 1980 : Une semaine de vacances de Bertrand Tavernier - M. Michel Descombes
- 1980 : Pile ou Face de Robert Enrico - L'inspecteur Louis Baroni
- 1980 : On a volé la cuisse de Jupiter de Philippe de Broca - Antoine Lemercier, professeur de grec
- 1981 : Il faut tuer Birgit Haas de Laurent Heynemann - Athanase, chef du service hyper secret « Nader »
- 1981 : Trois Frères (Tre fratelli) de Francesco Rosi - Raffaele Giuranna, juge à Rome
- 1981 : Coup de torchon de Bertrand Tavernier - Lucien Cordier, le policier de Bourkassa
- 1982 : L'Étoile du Nord de Pierre Granier-Deferre - Edouard Binet, français émigré en Égypte
- 1983 : Le Grand Carnaval de Alexandre Arcady - Étienne Labrouche, le maire
- 1983 : L'Ami de Vincent de Pierre Granier-Deferre - Albert Palm, chef d'orchestre
- 1983 : L'Africain de Philippe de Broca - Victor, surveillant et pilote d'une réserve africaine
- 1983 : Mes chers amis 2 (Amici miei atto 2) de Mario Monicelli - Giorgio Perrozi sur « flashes back »
- 1984 : Fort Saganne d'Alain Corneau - Le colonel Dubreuilh
- 1984 : Souvenirs, Souvenirs d'Ariel Zeitoun - Le proviseur
- 1984 : Les Ripoux  de Claude Zidi - René Boirond, inspecteur du 18e arrondissement de Paris
- 1984 : Aurora (Qualcosa di biondo) de Maurizio Ponzi - Le docteur André Ferretti
- 1985 : L'Été prochain de Nadine Trintignant - Edouard Séverin, le mari de Jeanne
- 1985 : Les Rois du gag de Claude Zidi - Lui-même
- 1985 : Le Quatrième Pouvoir de Serge Leroy - Yves Dorget, journaliste à « Paris Matin »
- 1986 : La Femme secrète de Sebastien Grall - Pierre Franchin, le peintre désabusé
- 1986 : Pourvu que ce soit une fille (Speriamo che sia femmina) de Mario Monicelli - Leonardo
- 1986 : Twist again à Moscou de Jean-Marie Poiré - Igor Tataïev, directeur de l'hôtel « Tolstoï »
- 1986 : Autour de minuit de Bertrand Tavernier - M. Redon
- 1986 : Laughter in the Dark de Lazlo Papas :
- 1986 : La Harka, court métrage de Alain de Bock et José Jornet
- 1987 : La Famille (La famiglia) d'Ettore Scola - Jean-Luc
- 1987 : Masques de Claude Chabrol - Christian Legagneur, animateur de télévision
- 1987 : Noyade interdite de Pierre Granier-Deferre - Paul Molinat, inspecteur principal
- 1987 : L'Homme qui plantait des arbres de Frédéric Back - Narrateur
- 1987 : Les Lunettes d'or (Gli occhiali d'oro) de Giuliano Montaldo - Le docteur Fadigati
- 1988 : Toscanini (Giovane Toscanini) de Franco Zeffirelli - Dom Pedro
- 1989 : Chouans ! de Philippe de Broca - Le comte Savinien de Kerfadec
- 1988 : La Femme de mes amours (Il frullo del passero) de Gianfranco Mingozzi ; Gabriele
- 1989 : Cinema Paradiso (Nuovo cinéma Paradiso) de Giuseppe Tornatore - Alfredo, le projectionniste
- 1989 : La Vie et rien d'autre de Bertrand Tavernier - Le commandant Dellaplane
- 1989 : Le Retour des mousquetaires  (The Return of the Musketeers) de Richard Lester - Le cardinal Mazarin
- 1989 : Oublier Palerme (Dimenticare Palermo) de Francesco Rosi - Gianni Mucci, le directeur de l'hôtel
- 1989 : Ripoux contre ripoux  de Claude Zidi - René Boirond, inspecteur du 18e arrondissement de Paris

### Années 1990
- 1990 : Faux et Usage de faux de Laurent Heynemann - Anatole Hirsh
- 1990 : Uranus de Claude Berri - Le professeur Watrin
- 1991 : J'embrasse pas d'André Téchiné - Romain
- 1991 : Écrire contre l'oubli (court métrage) de Jean Becker - Joachim Elema Boringue
- 1991 : Arsène né terrien (court métrage) de Laurent-Pierre Paget - Voix
- 1991 : Le Dimanche de préférence (La domenica specialmente), sketch Le chien bleu (Il cane blu) de Giuseppe Tornatore - Amieto
- 1991 : Nous deux de Henri Graziani - Monsieur Toussaint
- 1991 : Rossini! Rossini! de Mario Monicelli - Gioacchino Rossini
- 1992 : Max et Jérémie de Claire Devers - Robert Maxandre dit: Max
- 1992 : Tango de Patrice Leconte - François de Nemours
- 1992 : Soupe de poissons (Zuppa de pesce) de Fiorella Infascelli - Alberto
- 1994 : Le Facteur (Il postino) de Massimo Troisi et Michael Radford - Pablo Neruda
- 1994 : La Fille de d'Artagnan de Bertrand Tavernier - D'Artagnan
- 1994 : Grosse Fatigue de Michel Blanc - Lui-même
- 1994 : Une trop bruyante solitude (Prilis hlucua samota) de Véra Cais - Hante
- 1994 : Veillées d'armes de Marcel Ophuls - Lui-même
- 1995 : Le Roi de Paris de Dominique Maillet - Victor Derval
- 1995 : Les Milles (le train de la liberté) de Sebastien Grall - Le général
- 1995 : Facciamo paradiso de Mario Monicelli - Bertelli
- 1996 : Les Grands Ducs de Patrice Leconte - Victor Vialat
- 1996 : Fantôme avec chauffeur de Gérard Oury - Philippe Bruneau-Tessier
- 1996 : Balthus de l'autre côté du miroir (documentaire) de Damian Pettigrew
- 1996 : Cœur de dragon (Dragonheart) de Rob Cohen - Voix de Draco
- 1997 : Soleil de Roger Hanin - Joseph Lévy
- 1997 : La Vie silencieuse de Marianna Ucria (Marianna Ucria) de Roberto Faenza - Le duc Signoretto
- 1997 : Les Palmes de monsieur Schutz de Claude Pinoteau - Monsieur Schutz
- 1997 : Le Bossu de Philippe de Broca - Philippe d'Orléans
- 1998 : In and out of fashion documentaire de William Klein - lui-même
- 1999 : Le Pique-nique de Lulu Kreutz de Didier Martiny - Joseph Steg

### Années 2000
- 2001 : Un honnête commerçant de Philippe Blasband - M. Louis Chevalier
- 2003 : Les Côtelettes de Bertrand Blier - Léonce
- 2003 : Père et Fils de Michel Boujenah - Léo
- 2003 : Le Chien, le Général et les Oiseaux ou « Le général et Bonaparte » Film d'animation de Francis Nielsen et Jean-Luc Léon - Narrateur
- 2003 : Ripoux 3 de Claude Zidi - René Boirond
- 2005 : Edy de Stéphan Guérin-Tillié - Louis
- 2005 : Marcello, una vita dolce (documentaire) de Mario Canale et Anna-Rosa Morri : lui-même
- 2006 : Voie d'eau de Matthieu-David Cournot - Voix de l'acteur
- 2007 : Trois Amis de Michel Boujenah - Serano

## Télévision
- 1955 : Le Réveillon de Marcel Bluwal :
- 1959 : Clarisse Fénigan de Jean Prat : Richard Fénigan
- 1959 : Macbeth, de Claude Barma : Macduff
- 1959 : En votre âme et conscience, épisode : L'Affaire Meyer de Jean Prat
- 1960 : Cyrano de Bergerac de Claude Barma - Lignère
- 1960 : De fil en aiguille de Roger Iglésis : Mr Van Dam
- 1961 : Flore et Blancheflore de Jean Prat :
- 1962 : Le mal court de Alain Boudet : Parfait XVII
- 1963 : L'inspecteur Leclerc enquête (épisode La Chasse), série télévisée de Mick Roussel : Mr Mareuil
- 1964 : Château en Suède de André Barsacq : Hugo
- 1966 : Anatole de Jean Valère : Max
- 1966 : La Fin de la nuit d'Albert Riera : Bernard
- 1967 : Pétula d'hier et d'aujourd'hui variétés musicales
- 1972 : Dans le jardin de Franc Nohain documentaire de Alain Frey : Lui-même
- 1981 : Dialogue pour un portrait - Philippe Noiret documentaire de Dominique Varenne : Lui-même
- 1996 : Le Veilleur de nuit de Philippe de Broca : Monsieur
- 1996 : Philippe le bienheureux documentaire de Claude Fléouter : Lui-même
- 2000 : Mon fils a 70 ans « Mio figlio ha 70 anni » de Giorgio Capitani : L'ingénieur Castelli
- 2001 : Philippe Noiret : documentaire diffusé en deux parties « Les Feux de la rampe » de Philippe Azoulay : Lui-même
- 2001 : Hitler, la folie d'un homme documentaire de David Baty et Serge de Sampigny : Narrateur
- 2002 : Un jour dans la vie du cinéma français documentaire de Jean-Thomas Ceccaldi et Christophe d'Ivoire : Lui-même

## Documentaire
- L'École est finie, documentaire de Jules Celma produit par le Groupe des Cinéastes Indépendants avec la voix de Philippe Noiret, 1972.